# Міжнародна конференція з фізики високих енергій
ICHEP або International Conference on High Energy Physics (Міжнародна конференція з фізики високих енергій) — найпрестижніша міжнародна наукова конференція в галузі фізики елементарних частинок, на якій збираються провідні теоретики та експериментатори світу. Вперше проведено 1950 року, проходить раз на два роки від 1960 року. Оскільки перші конференції проходили в Рочестері (штат Нью-Йорк, США), їх також називають Рочестерськими конференціями.

## Географія
- I Рочестер (1950)
- II Рочестер (1952)
- III Рочестер (1952)
- IV Рочестер (1954)
- V Рочестер (1955)
- VI Рочестер (1956)
- VII Рочестер (1957)
- VIII Женева (1958)
- IX Київ (1959)
- X Рочестер (1960)
- XI Женева (1962)
- XII Дубна (1964)
- XIII Берклі (1966)
- XIV Відень (1968)
- XV Київ (1970)
- XVI Чикаго (1972)
- XVII Лондон (1974)
- XVIII Тбілісі (1976)
- XIX Токіо (1978)
- XX Медісон (1980)
- XXI Париж (1982)
- XXII Лейпциг (1984)
- XXIII Берклі (1986)
- XXIV Мюнхен (1988)
- XXV Сінгапур (1990)
- XXVI Даллас (1992)
- XXVII Глазго (1994)
- XXVIII Варшава (1996)
- XXIX Ванкувер (1998)
- XXX Осака (2000)
- XXXI Амстердам (2002)
- XXXII Пекін (2004)
- XXXIII Москва (2006)
- XXXIV Філадельфія (2008)[1]
- XXXV Париж (2010)[2]
- XXXVI Мельбурн (4—1 липня 2012 року)[3]
- XXXVII Валенсія (2014)
- XXXVIII Чикаго (2016)
- XXXIX Сеул (2018)

## ICHEP 2012
Проходила 4—11 липня 2012 року в Мельбурні. На ній оприлюднено результати роботи ВАК за першу половину 2012 року, зокрема заявлено про відкриття нової частинки, яка, ймовірно, відповідає бозону Хіггса. Також представлено результати пошуку на детекторі CMS розпадів Bs-мезонів (складається з кварків s і анти-b) і B-мезонів (d і анти-b) на мюон-антимюонну пару.